# Erebia sedakovii
Erebia sedakovii är en fjärilsart som beskrevs av Eduard Friedrich Eversmann 1847. Erebia sedakovii ingår i släktet Erebia och familjen praktfjärilar. Inga underarter finns listade i Catalogue of Life.